# 跳磴镇
跳磴镇，是中华人民共和国重庆市大渡口区下辖的一个乡镇级行政单位。

## 行政区划
跳磴镇下辖以下地区：
白沙沱社区、蓝沁苑社区、幸福社区、华庭社区、中顺社区、双河村、石林村、拱桥村、新合村、沟口村、红胜村、南海村、沙沱村、石盘村、金鳌村、鳌山村、湾塘村、山溪村、蜂窝坝村和跳磴村。